# Experimento de Eötvös
O experimento de Eötvös foi um famoso experimento de física que mediu a correlação entre massa inercial e massa gravitacional, demonstrando que as duas eram uma e a mesma, algo que há muito se suspeitava, mas nunca demonstrou com a mesma precisão. Os primeiros experimentos foram feitos por Isaac Newton (1642-1727) e aprimorados por Friedrich Wilhelm Bessel (1784-1846). Um experimento muito mais preciso usando uma balança de torção foi realizado por Loránd Eötvös começando por volta de 1885, com melhorias adicionais em um longo período entre 1906 e 1909. A equipe de Eötvös seguiu isso com uma série de experimentos semelhantes, mas mais precisos, bem como experimentos com diferentes tipos de materiais e em diferentes locais ao redor da Terra, todos os quais demonstraram a mesma equivalência em massa. Por sua vez, esses experimentos levaram à compreensão moderna do princípio da equivalência codificado na relatividade geral, que afirma que as massas gravitacionais e inerciais são as mesmas.
É suficiente que a massa inercial seja proporcional à massa gravitacional. Qualquer constante multiplicativa será absorvida na definição da unidade de força.